# Helmut Noll
Pour les articles homonymes, voir Noll.
Helmut Noll (né le 27 juin 1934 et mort le 27 novembre 2018) est un rameur allemand.

## Biographie

### Palmarès

#### Aviron aux Jeux olympiques
- 1952 à Helsinki,  Finlande
  -  Médaille d'argent en deux barré[2]